# Hermenegildo Lanz
Hermenegildo Lanz, né à Séville en 1893 et mort à Grenade en 1949, est un professeur de dessin, peintre, graveur, créateur de marionnettes, scénographe, décorateur de théâtre et photographe espagnol.
Il est connu pour son travail avec Federico García Lorca et Manuel de Falla, mais son apport artistique a été arrêté par la répression franquiste, pendant et après la guerre d'Espagne.

## Biographie
Il a étudié à l'École Supérieure de Peinture, Sculpture et Gravure de Madrid, avec Rafael Doménech, recteur de l'Académie Saint-Ferdinand, devenant ensuite professeur de dessin à l'École Normale.

### DuRinconcilloà Paris
Il est membre fondateur du Rinconcillo, le célèbre cercle littéraire du café Alameda de Grenade, animé, entre autres, par Federico García Lorca, Francisco Soriano Lapresa, Angel Barrios et Manuel de Falla. Il participe à toutes leurs réalisations, peignant, par exemple, les panneaux annonçant le premier festival de Cante Jondo organisé à Grenade avec Antonio Chacón, Manuel Torre et La Niña de los Peines.
Le 6 janvier 1923, le jour de l'Épiphanie, Lanz réalise les différents supports de la fête privée célébrée dans la maison des García Lorca, en l'honneur des jeunes Isabel García Lorca et Laura de los Rios Giner.
Ce fut un succès, et Manuel de Falla demande alors à Lanz de fabriquer les marionnettes et les décors du célèbre Retablo de Maese Pedro (1923), appelé en français "Les Tréteaux de maître Pierre", pour l'événement privé organisé le 25 juin 1923 dans l'hôtel particulier de Winnaretta Singer à Paris. Wanda Landowska et Manuel Angeles Ortiz, également habitués du Rinconcillo, font également partie de la création de cet opéra.

### Professeur de dessin
Toujours en 1923, Lanz emménage à Azuaga, en Estrémadure. Il revient à Grenade en 1926 et élabore ses gravures les plus connues, les vingt “Estampes de Grenade”, teintées d'expressionnisme  et de clarté andalouse.
Sa vocation pédagogique l'amène naturellement à soutenir le projet théâtral de la La Barraca d'Eduardo Ugarte et de Federico Garcia Lorca.

### Oubli et silence
En 1936, alors qu'éclate la Guerre d'Espagne, il est arrêté et interrogé. La répression et la violence qui règnent à Grenade obligent Lanz à détruire toutes les réalisations qui l'unissent aux amis artistes républicains de Grenade. Il semble qu'il fut sauvé de l'exécution grâce à l'intervention de Manuel de Falla et de José María Pemán. Mais, désormais, il sera condamné à l'oubli et au silence.
Il meurt le 20 mai 1949, à 56 ans, en pleine rue, à la sortie d'un cours de "rééducation et endoctrinement" politique et religieux, à Grenade, au début de la dictature franquiste.
Isabel García Lorca, écrira dans ses mémoires quelques lignes qui sonnent comme une épitaphe :
« ...El querido amigo, al admirado artista, el hombre que vivió con estoicismo ejemplar los años más duros de su limpia vida. »

## Postérité
La ville de Grenade a nommé une rue et un lycée en sa mémoire. Son petit-fils, Enrique Lanz, directeur de la Compañía Etcétera, poursuit la tradition familiale des marionnettes.